# البلدة الكبيرة (فلم)
البلدة الكبيرة (بالإنجليزية: The Big Town) هو فلم دراما أمريكي إنتاج سنة 1987، الفلم من إخراج هارولد بيكر وبين بولت وتأليف كلارك هوارد وروبرت روي بول وهو من بطولة مات ديلون وديان لين وتومي لي جونز وبروس ديرن ولي غرانت، الفلم يتكلم عن رجل شاب مقامر ويتعرف بإمرأتين ليتزوج أحدهما.

## روابط خارجية
- مقالات تستعمل روابط فنية بلا صلة مع ويكي بيانات